# 5-MeO-DMT
5-MeO-DMT, 5-метоксидиметилтриптамін — сильна психоактивна речовина з класу триптамінів. 5-MeO-DMT виявляється в багатьох рослинах, а також у секреціях деяких жаб (наприклад, Bufo alvarius). Є спорідненою з такими речовинами, як диметилтриптамін (DMT) і буфотенін (5-HO-DMT). Має тисячолітню історію використання як ентеоген у шаманських практиках у Південній Америці.

## Хімія
5-MeO-DMT був уперше синтезований у 1936 році, а в 1959 році був виділений як один з психоактивних компонентів насіння Anadenanthera peregrina.

## Фармакологія
5-MeO-DMT є метоксилованою похідною від DMT. У той час як вважається, що більшість поширених психоделіків викликають психологічні ефекти в основному через агонізм рецепторів серотоніну 5-HT2A, 5-MeO-DMT демонструє в 1000 разів більшу спорідненість до 5-HT1A порівняно з 5-HT2A; Відповідно до своєї спорідненості з рецепторами 5-HT1A, 5-MeO-DMT надзвичайно потужний у пригніченні активації дорсальних 5-HT нейронів. Крім того, його активність у щурів була послаблена селективним антагоністом 5-HT 1A WAY-100635, тоді як селективний антагоніст 5-HT 2A волінансерин не продемонстрував жодних змін. Можуть бути задіяні додаткові механізми дії, такі як інгібування зворотного захоплення моноамінів. Європейське дослідження 2019 року за участю 42 добровольців показало, що одна інгаляція призвела до стійкого підвищення задоволеності життям і полегшення тривоги, депресії та посттравматичного стресового розладу (ПТСР). Дослідження 2018 року показало, що одна доза 5-MeO-DMT індукувала нейрогенез у мишей.

## Використання

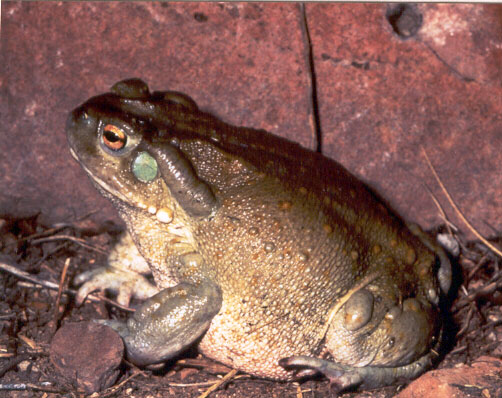
Bufo alvarius, яка містить 5-MeO-DMT.

Середня ефективна доза — 10-20[уточнити] мг. Ефект наступає буквально в лічені секунди після внутрішньовенного введення або викурювання. Максимальна дія настає через 5—10 хвилин після вживання речовини. Загальний час дії — приблизно 10—20 хвилин. Суб'єктивні ефекти нагадують DMT.

### Використання в релігії
Церква Дерева Життя, заснована 3 листопада 1971 року Джоном Манном, використовувала в своїй практиці вживання цієї речовини як таїнства. Речовина була доступна членам цієї церкви приблизно з 1971 року до пізніх 1980-х; після 1986-го речовина також була доступною для деяких релігійних груп з духовного центру. Між 1970 и 1990 паління 5-MeO-DMT з петрушкою було однією з найбільш частих форм вживання речовини в США. У 1979 році активних членів Церкви Дерева Життя було менше, ніж 6000.